# Nationale 1 2019-2020 (hockey su pista)
Il Nationale 1 2019-2020 è stata la 104ª edizione del torneo di primo livello del campionato francese di hockey su pista; disputato dal il 28 settembre 2019 fu sospesa nel marzo del 2020 a causa della pandemia di COVID-19; il titolo fu aggiudicato al SCRA Saint-Omer, al suo nono titolo.

## Stagione

### Formula
Il Nationale 1 2019-2020 vide ai nastri di partenza dodici club; la manifestazione fu organizzata con un girone all'italiana, con gare di andata e ritorno per un totale di ventidue giornate: erano assegnati tre punti per l'incontro vinto, un punto a testa per l'incontro pareggiato e zero la sconfitta. Al termine della stagione regolare la vincitrice venne proclamata campione di Francia. Le squadre classificate dall'undicesimo al dodicesimo posto retrocedettero direttamente in Nationale 2, il secondo livello del campionato.

## Classifica finale
|                    | Pos. | Squadra         | Pt | G  | V  | N | P  | GF | GS | DR  |
| ------------------ | ---- | --------------- | -- | -- | -- | - | -- | -- | -- | --- |
| Francia (bandiera) | 1.   | SCRA Saint-Omer | 41 | 15 | 13 | 2 | 0  | 78 | 23 | +55 |
|                    | 2.   | La Vendéenne    | 39 | 15 | 13 | 0 | 2  | 84 | 31 | +53 |
|                    | 3.   | Quévert         | 33 | 15 | 10 | 3 | 2  | 85 | 45 | +40 |
|                    | 4.   | Coutras         | 25 | 15 | 8  | 1 | 6  | 66 | 54 | +12 |
|                    | 5.   | Noisy-le-Grand  | 22 | 15 | 6  | 4 | 5  | 69 | 73 | -4  |
|                    | 6.   | Poiré Roller    | 21 | 15 | 6  | 3 | 6  | 46 | 40 | +6  |
|                    | 7.   | Ploufragan      | 20 | 15 | 6  | 2 | 7  | 55 | 52 | +3  |
|                    | 8.   | Nantes          | 18 | 15 | 6  | 2 | 7  | 59 | 60 | -1  |
|                    | 9.   | Mérignac        | 16 | 15 | 4  | 4 | 7  | 45 | 62 | -17 |
|                    | 10.  | Lione           | 13 | 15 | 4  | 1 | 6  | 35 | 75 | -40 |
|                    | 11.  | Biarritz        | 8  | 15 | 2  | 2 | 11 | 36 | 89 | -53 |
|                    | 12.  | Vaulx-en-Velin  | 1  | 15 | 0  | 1 | 14 | 23 | 77 | -54 |

Legenda:
  Vincitore della Coppa di Francia 2019-2020.
      Campione di Francia e ammessa all'Eurolega 2020-2021.
      Ammesse all'Eurolega 2020-2021.
      Ammesse alla Coppa WSE 2020-2021.
      Retrocesse in Nationale 2 2020-2021.
Note:
Tre punti a vittoria, uno a pareggio, zero a sconfitta.